# Два Удара
Двойной Удар (Numpkahapa, 1831—1915) — вождь брюле-лакота.

## Биография
Родился в долине Уайт-Ривер (White River) к северо-западу от современного штата Небраска. Своё имя «Nomkahpa», означающее Выбивающий Двоих (Knocks Two Of), приобрел в битве с воинами племени ютов после того как сбил с лошадей двух воинов одним ударом своей боевой дубинки. Двойной Удар вместе с вождями Вороньим Псом (Crow Dog) и Неистовым Конём (Crazy Horse) принимал участие в различных битвах против американской армии во время так называемой войны Красного Облака  в штате Вайоминг в районе реки Паудер.
Двойной УДар и его воины вместе с племенем южных шайенов участвовали в битве, названной Битва на Саммит-Спрингс в Колорадо. 11 июля 1869 года пятая кавалерия армии США и 50 скаутов из племени пауни неожиданно напали на лагерь шайеннских Воинов-Псов. В этой битве был убит вождь племени южных шайеннов Высокий Бизон, а также 51 воин, 17 человек — женщины и дети — были взяты в плен, но большая часть обитателей лагеря сумели спастись. Солдаты сожги лагерь и все его содержимое.
Вождь Двойной Удар был одним из главных вождей объединённых племён индейцев оглала и брюле в войне против пауни. Под его началом находилось более тысячи воинов, когда ему удалось нанести сокрушительное поражение пауни, покинувшим свою резервацию в штате Небраска для охоты на бизонов. Более 70 индейцев пауни было убито во время сражения в каньоне в округе Хитчкок, Небраска. Впоследствии это место так и назвали Каньон Бойни (Massacre Canyon).